# 40774 Iwaigame
40774 Iwaigame este un asteroid din centura principală de asteroizi.

## Descriere
40774 Iwaigame este un asteroid din centura principală de asteroizi. A fost descoperit pe 11 octombrie 1999 la Nanyo de Tomimaru Okuni. Asteroidul prezintă o orbită caracterizată de o semiaxă mare de 2,60 ua, o excentricitate de 0,25 și o înclinație de 4,6° în raport cu ecliptica.